# Сан Марцано сул Сарно
Сан Марцано сул Сарно (итал. San Marzano sul Sarno) је насеље у Италији у округу Салерно, региону Кампанија.
Према процени из 2011. у насељу је живело 9449 становника. Насеље се налази на надморској висини од 15 м.

## Становништво
| 1931. | 1936. | 1951. | 1961. | 1971. | 1981. | 1991. | 2001. | 2011.  |
| ----- | ----- | ----- | ----- | ----- | ----- | ----- | ----- | ------ |
| 5.574 | 5.854 | 7.066 | 7.684 | 8.099 | 8.961 | 9.556 | 9.472 | 10.225 |